# برانیچوو (گولوباتس)
برانیچوو (به صربی: Braničevo) یک منطقهٔ مسکونی در صربستان است که در گولوباک واقع شده‌است. برانیچوو ۹۴۲ نفر جمعیت دارد.